# Hurnet Dekkers
Pour les articles homonymes, voir Dekkers.
Hurnet Dekkers est une rameuse néerlandaise née le 8 mai 1974 à Hurwenen.

## Biographie
Aux Jeux olympiques d'été de 2004 à Athènes, Hurnet Dekkers est médaillée de bronze en huit avec Froukje Wegman, Marlies Smulders, Nienke Hommes, Annemarieke Van Rumpt, Annemiek De Haan, Sarah Siegelaar, Helen Tanger et la barreuse Ester Workel.

## Palmarès

### Jeux olympiques
- 2004 à Athènes,  Grèce
  -  Médaille de bronze en huit

### Championnats du monde
- 2005 à Gifu,  Japon
  -  Médaille de bronze en huit